# 吉岡公威
吉岡 公威（よしおか きみたけ、1月29日 - ）は、日本の漫画家。

## 作品リスト

### 漫画作品

#### 連載
- マテリアル・パズル ゼロクロイツ（原作：土塚理弘、『月刊少年ガンガン』2008年11月号 - 2009年11月号→『ガンガンONLINE』2009年10月11日 - 2012年3月22日）
- 輪廻のラグランジェ〜暁月のメモリア〜（シナリオ：菅正太郎、原案・協力：Production I.G、協力：XEBEC バンダイビジュアル、『ヤングガンガン』2011年18号 - 2013年3号）
- 蒼柩のラピスラズリ（原作：あさのハジメ、キャラクター原案：菊池政治、『月刊コミックアライブ』2013年6月号 - 2014年2月号）
- 甘城ブリリアントパーク（原作：賀東招二、キャラクター原案：なかじまゆか、『月刊ドラゴンエイジ』2014年3月号 - 2016年10月号）
- ぐらんぶる（原作：井上堅二、『good!アフタヌーン』2014年5月号 - ）
- てんぷる（『コミックDAYS』2018年9月2日 - ）

#### 読み切り
- がんばれすめらぎさん（原作：平坂読、『僕は友達が少ない 公式アンソロジーコミック3』2013年） - 『僕は友達が少ない』のアンソロジー寄稿作品。

### 書籍
- 『マテリアル・パズル ゼロクロイツ』、原作：土塚理弘、スクウェア・エニックス〈ガンガンコミックス〉2009年 - 2012年、全9巻
- 『輪廻のラグランジェ〜暁月のメモリア〜』、シナリオ：菅正太郎、原案・協力：Production I.G、協力：XEBEC バンダイビジュアル、スクウェア・エニックス〈ヤングガンガンコミックス〉2012年 - 2013年、全4巻
- 『蒼柩のラピスラズリ』、原作：あさのハジメ、キャラクター原案：菊池政治、メディアファクトリー〈MFコミックス アライブ〉2013年 - 2014年、全2巻
- 『ぐらんぶる』、原作：井上堅二、講談社〈アフタヌーンKC〉2014年 - 、既刊24巻（2025年4月7日現在）
- 『甘城ブリリアントパーク』、原作：賀東招二、キャラクター原案：なかじまゆか、KADOKAWA〈ドラゴンコミックスエイジ〉2014年 - 2016年、全6巻
- 『てんぷる』、講談社〈アフタヌーンKC〉2019年 - 、既刊13巻（2025年4月7日現在）

### その他
- アニソンDJバー Glück（グリュック）マスコットキャラクターデザイン
- ブレイブリーデフォルト プレイングブレージュ - 『ガンガンONLINE』コラボレーション企画